# باشگاه بیسبال بایرن مونیخ

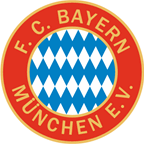
نشان‌وارهٔ مجموعهٔ ورزشی بایرن مونیخ از سال ۱۹۷۰ تا ۱۹۷۹

باشگاه بیسبال بایرن مونیخ نام یکی از زیرمجموعه‌های ورزشی باشگاه فوتبال بایرن مونیخ بود که طی یک دورهٔ هشت-ساله، در سال ۱۹۶۲ تأسیس و در سال ۱۹۷۳ منحل شد.
در اولین سال تأسیس باشگاه، بایرن مونیخ موفق به قهرمانی در رقابت‌های بیسبال بوندس‌لیگا شد. این قهرمانی با برد ۱۰ بر ۶ مقابل باشگاه «تی‌بی ژرمانیا ماینهم» به دست آمد. آنها در فصل بعد یعنی در سال ۱۹۶۳ تا فینال رقابت‌ها راه یافتند و در مقابل همان تیم شکست خوردند تا در دو فصل حضورشان یک قهرمانی و یک نائب‌قهرمانی به دست بیاورند. در ۱۹۶۶ آنها برای باری دیگر نائب‌قهرمان و در آخرین سال حضورشان در این لیگ برای بار سوم به مقام نائب‌قهرمانی رسیدند. یکی از نکات جالب دربارهٔ انحلال این تیم بیسبال این است که در دو سال آخر حضورشان (۱۹۶۹ و ۱۹۷۰) یک‌بار قهرمان و یک بار نائب‌قهرمان شدند.

## افتخارات
- مسابقات قهرمانی آلمان (بوندس‌لیگا)
  - قهرمانی (۲ بار): ۱۹۶۲، ۱۹۶۹
  - نائب‌قهرمانی (۳ بار): ۱۹۶۳٬۱۹۶۶، ۱۹۷۰